# Lysandra basijuncta
Lysandra basijuncta är en fjärilsart som beskrevs av Tutt 1909. Lysandra basijuncta ingår i släktet Lysandra och familjen juvelvingar. Inga underarter finns listade i Catalogue of Life.